# الدوري السويسري لهوكي الجليد

الدوري السويسري لهوكي الجليد هو دوري هوكي الجليد في سويسرا، تأسس الدوري بشكله الحالي في 2017.